# 中村梅玉 (3代目)

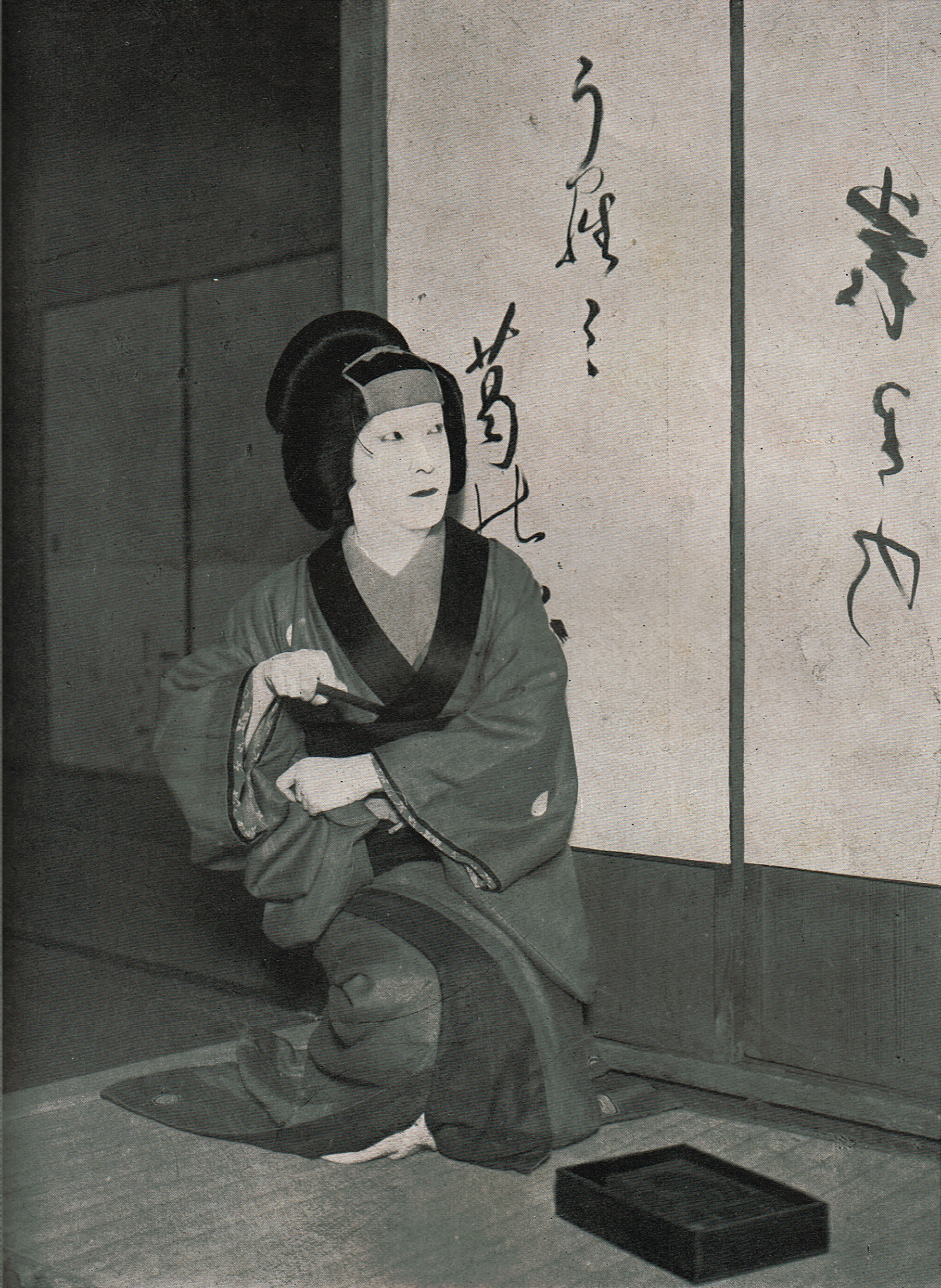
「蘆屋道満大内鑑」の葛の葉（1934）

三代目 中村 梅玉（さんだいめ なかむら ばいぎょく、1875年（明治8年）1月14日 - 1948年（昭和23年）3月18日）は、大正から戦前昭和にかけて活躍した歌舞伎役者。屋号は高砂屋。定紋は祇園守、替紋は銀杏守。俳名に三雀。本名は笹木 伊之助（ささき いのすけ）。
初代中村鴈治郎の女房役者をつとめ、後には関西歌舞伎の長老として大梅玉（おおばいぎょく）と呼ばれた。

## 来歴
- 1875年（明治8年） 大阪の生れ。生後すぐに二代目中村梅玉の養子となる。
- 1880年（明治13年） 中の芝居で初舞台（『寺子屋』の小太郎）、二代目中村政治郎を名乗る。明治19年からは養父の上京にともなって、主に東京で舞台を中心に活躍し、女形だけでなく立役など様々な役柄も勤めていた。美しい容姿だったが演技は今ひとつで、観客から「棒鱈」(技芸が劣る意味の罵声）とやじられていた。
- 1890年（明治23年）養父・二代目梅玉が大阪に帰阪し初代中村鴈治郎一座に加わり1901年（明治34年）から初代實川正朝や二代目中村玉七に代わる鴈治郎の相手役として抜擢される様になる。
- 1907年（明治40年） 父が二代目梅玉を襲名するのを機に、角座で高砂屋四代目中村福助を襲名し、若手の女形として実力を認められる。 以後中村魁車とともに鴈治郎の相手役として関西の劇場に立つようになる。
- 1935年（昭和10年）1月、 中座での「石田局」で三代目中村梅玉を襲名し、中村魁車、二代目實川延若とともに翌2月に死去した鴈治郎亡き後の関西歌舞伎の第一人者となる。このころから、その芸が東京でも高く評価され、折しも女形役者の世代交代期にあった東京歌舞伎に招かれて、六代目尾上菊五郎や初代中村吉右衛門の相手役を勤めることも多くなった。
- 1947年（昭和22年） 東京劇場出演中に発病。
- 1948年（昭和23年） 死去。没後、芸術院会員に選出される。墓所は大阪市妙徳寺。

## 人物

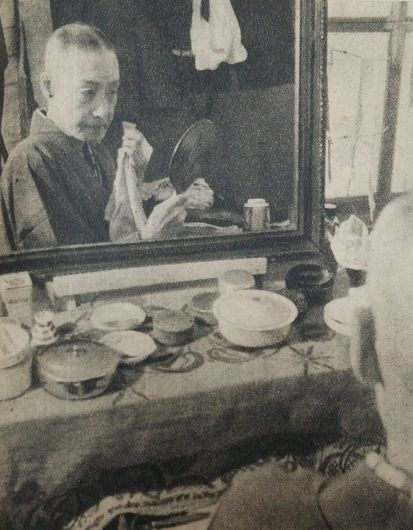
1947年

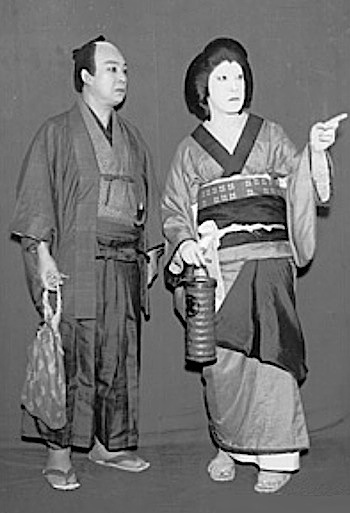
「傾城反魂香」土佐将監閑居の場　又平妻お徳（右）又平は六代目尾上菊五郎（1939年5月　東京歌舞伎座）

しっとりとした色気のある仁で、娘役よりも女房役が得意であった。ひかえ目に主役を立てる可憐で清楚な女形であり、我の強い初代鴈治郎と共演する事が多かったので、自然と上方風のつっこんだ芸を強調することが少なかったために、東京でもその芝居が人気を博したという。上方では福助時代から評判を呼んでいたが、東京へさかんに出るようになった晩年の十年あまりの芸が特に高く評価されている。自身の芸談でも演じ方について「相手の気持ちをよくよく持ち込んで、しやすいように持ちかけていく」と述べていた。
戦後の歌舞伎復活のきっかけとなった『仮名手本忠臣蔵』通し公演では、歌舞伎通で知られたマッカーサーの副官フォービアン・バワーズが特に名指しで梅玉を要請、果たして九段目の戸無瀬は歴史に残る名舞台となった。『摂州合邦辻』の玉手御前、『廓文章』の夕霧、『絵本太功記・十段目』の操、『心中天網島・紙治』のおさん、『桂川連理柵』（帯屋）のお絹、『いも酒酒』の橋立、『鎌倉三代記』の時姫、『妹背山婦女庭訓』の定高、『毛谷村』のお園などが当り役。あと、立役では『仮名手本忠臣蔵』の塩冶判官、『心中天網島・河庄』の孫右衛門、『義経千本桜・すし屋』の梶原などが高く評価され、また、『近江源氏先陣館・盛綱陣屋』の北条時政のような老獪な役をこなしたり、新作『ある夜の坐魚荘』の西園寺公望が気品溢れる演技で本人に瓜二つと称賛されるなど、器用な面を持っていた。
大変に無口な人物であったが、賭け事になるとその人物は一変し、大変な饒舌になったと言われる。株相場に手を出し父の残した遺産を全て無くして借金に苦しみ、長年住み慣れた島之内の家を失ったほどであった。また、皮肉屋で、折に触れて「私は役者が嫌いです」公言したり、東京出演の時の感想で「東京てけったいなとこでっせ。わてなあ。昔から同じことしてまんねんけどな、今度のは違うてえらい褒めてくれはる。何や分りまへん。」とこぼしたりした。趣味は広く、浪花節を聞いたり、サーカスを見物したり、編み物をしたりと、意外な一面も持ち合わせていた。
戦後、『廓文章』の夕霧と『合邦庵室』の玉手御前を東京でつとめた時、関係者はその芸のあまりの巧さに舌を巻いた。二代目尾上松緑は「大変な女形だ」と目を輝かせて戸板康二のもとにかけこみ、その他の評論家たちも相次いで梅玉の楽屋に押し掛けてその芸を激賞したほどだった。しかし当の本人は「さよか」と一言で受け流すのが常だったという。

## 著書
- 『梅玉芸談』山口広一編著 誠光社, 1949
- 『二人の名優』山田庄一・渡辺保　演劇出版社　2016年